# ガストルニス目
ガストルニス目（Gastornithiformes）は、絶滅した地上性のキジカモ類の目の1つ。北アメリカ大陸とユーラシア大陸から化石が発見されており、オーストラリア大陸にも分布していた可能性がある。
ガストルニス科はかつて長きにわたってツル目に分類されていたが、既存のツル目が不自然な分類群であるという意見が出るようになり、1980年代後半にガストルニス科の類縁関係についての系統学的解析が初めて行われ、カモ目に近縁であることが判明した。ガストルニスとカモ目の水鳥の明白な近縁性を解明し、カモ目そのものに分類する研究者もおり、現生種からなるグループのみをカモ目と定義して、近縁な絶滅種を含むさらに大規模な分類群 Anserimorphae を設置する研究者もいる。本項ではこの立場に従っている。
ガストルニス目は単型の分類群と考えられているが、巨大な家禽の進化と系統発生に関する Worthy らの2017年の論文ではドロモルニス科がガストルニス科の姉妹群であることを示唆する系統発生学的根拠が示されている。ドロモルニス科も巨大な飛べない鳥の科であり、サケビドリ科にごく近縁なカモ目の姉妹群として分類されている。この分類を支持するために同論文では新たな系統樹が用意され、ガストルニス目はキジ目の基盤に位置すると記述されている。以下に単純化されたクラドグラムを示す。
|                | †ヴェガヴィス目                                                                 |
|                |                                                                                 |
| ガストルニス目 | \| \| †ガストルニス科 \| \| \| \| \| \| †ドロモルニス科 (mihirungs) \| \| \| \| |
|                | \| \| †ガストルニス科 \| \| \| \| \| \| †ドロモルニス科 (mihirungs) \| \| \| \| |
|                | †ガストルニス科                                                                 |
|                |                                                                                 |
|                | †ドロモルニス科 (mihirungs)                                                     |
|                |                                                                                 |

|  | †ガストルニス科             |
|  |                             |
|  | †ドロモルニス科 (mihirungs) |
|  |                             |

|                | †ヴェガヴィス目                                                                 |
|                |                                                                                 |
| ガストルニス目 | \| \| †ガストルニス科 \| \| \| \| \| \| †ドロモルニス科 (mihirungs) \| \| \| \| |
|                | \| \| †ガストルニス科 \| \| \| \| \| \| †ドロモルニス科 (mihirungs) \| \| \| \| |
|                | †ガストルニス科                                                                 |
|                |                                                                                 |
|                | †ドロモルニス科 (mihirungs)                                                     |
|                |                                                                                 |

|  | †ガストルニス科             |
|  |                             |
|  | †ドロモルニス科 (mihirungs) |
|  |                             |